# New Zealand Cycle Classic
La New Zealand Cycle Classic (en español: Clásica Ciclista de Nueva Zelanda) son dos carreras ciclistas por etapas neozelandesas tanto masculina como femenina, que se disputan en la región de Wellington y sus alrededores en el mes de enero, febrero o marzo.
La masculina fue creada en 1988 como carrera amateur tanto en 1999, 2001 y 2004 fue profesional dentro de la categoría 2.5 (última categoría del profesionalismo). Durante los años 1988-2000 y 2002-2003 fue una carrera amateur por ello la mayoría de sus ganadores han sido neozelandeses. Desde la creación de los Circuitos Continentales UCI en 2005 forma parte del UCI Oceania Tour, dentro la categoría de 2.2 (igualmente última categoría del profesionalismo). En 2006 se llamó Trust House Cycle Classic, aunque su nombre tradicional siempre ha sido Tour de Wellington, cambiando en 2012 al nombre actual.
En sus últimas ediciones consta de cinco o seis etapas todas ellas disputadas en la región de Wellington sin embargo en 2012 y 2013 se disputó en la región cercana de Manawatu-Wanganui con todas las etapas con inicio y final en Palmerston Norte, de ahí el cambio de nombre.
Ha sido ampliamente dominada por ciclistas locales, de hecho ciclista que más veces se ha impuesto ha sido el local Brian Fowler, con cuatro victorias consecutivas.

## Tour de Nueva Zelanda Femenino
En 2005 se creó un Tour de Nueva Zelanda Femenino, llamado oficialmente entre 2005 y 2008 simplemente Tour of New Zealand y desde 2009 Women's Tour of New Zealand. Se disputaba un mes después que la masculina hasta su desaparición en 2013.
Siempre ha estuvo catalogada de categoría 2.2 (última categoría del profesionalismo).
Tuvo entre 4 y 6 etapas y al igual que la masculina muchas de sus ediciones se disputaron en Wellington y sus alrededores, siendo en muchas ocasiones las mismas etapas en ambas pruebas.

## Palmarés

### Masculino
| Año                                  | Ganador            | Segundo           | Tercero            |
| ------------------------------------ | ------------------ | ----------------- | ------------------ |
| Tour de Wellington ediciones amateur |                    |                   |                    |
| 1988                                 | Darren Rush        |                   |                    |
| 1989                                 | Brian Fowler       |                   |                    |
| 1990                                 | Brian Fowler       |                   |                    |
| 1991                                 | Brian Fowler       |                   |                    |
| 1992                                 | Brian Fowler       |                   |                    |
| 1993                                 | Clark Richards     |                   |                    |
| 1994                                 | Ric Reid           |                   |                    |
| 1995                                 | Robbie McEwen      |                   |                    |
| 1996                                 | Ric Reid           |                   |                    |
| 1997                                 | Corey Sweet        |                   |                    |
| 1998                                 | Hayden Bradbury    |                   |                    |
| ediciones profesionales              |                    |                   |                    |
| 1999                                 | Julian Dean        | Cory Williams     | Warren Clarke      |
| 2000                                 | Brendon Vesty      | Bryce Shapley     | Bart Hickson       |
| 2001                                 | Christopher Jenner | Graeme Miller     | Brendon Vesty      |
| 2002                                 | Robin Reid         | Hayden Roulston   | Bryce Shapley      |
| 2003                                 | Matthew Yates      | Geoffrey Burndred | Timothy Gudsell    |
| 2004                                 | Eric Wohlberg      | Robin Reid        | Charles Dionne     |
| 2005                                 | Matthew Lloyd      | Fraser MacMaster  | Peter Latham       |
| Trust House Cycle Classic            |                    |                   |                    |
| 2006                                 | Hayden Roulston    | Timothy Gudsell   | Evan Oliphant      |
| Trust de Wellington                  |                    |                   |                    |
| 2007                                 | Hayden Roulston    | Craig McCartney   |                    |
| 2008                                 | Travis Meyer       | Robin Reid        | David Pell         |
| 2009                                 | Peter McDonald     | Jeremy Vennell    | Timothy Roe        |
| 2010                                 | Michael Torckler   | Lachlan Norris    | Jay Thomson        |
| 2011                                 | George Bennett     | Patrick Lane      | James Williamson   |
| New Zealand Cycle Classic            |                    |                   |                    |
| 2012                                 | Jay McCarthy       | Darren Lapthorne  | Campbell Flakemore |
| 2013                                 | Nathan Earle       | Benjamin Dyball   | William Walker     |
| 2014                                 | Michael Vink       | James Oram        | Adam Phelan        |
| 2015                                 | Taylor Gunman      | Jason Christie    | Dion Smith         |
| 2016                                 | Ben O'Connor       | Mark O'Brien      | Stephen Williams   |
| 2017                                 | Joseph Cooper      | Logan Griffin     | James Oram         |
| 2018                                 | Hayden McCormick   | Ian Bibby         | Robert Stannard    |
| 2019                                 | Aaron Gate         | Jesse Featonby    | Jay Vine           |
| 2020                                 | Rylee Field        | Aaron Gate        | Corbin Strong      |
| 2021                                 | Corbin Strong      | Finn Fisher-Black | Aaron Gate         |
| 2022                                 | Mark Stewart       | Ollie Jones       | Laurence Pithie    |
| 2023                                 | James Oram         | Josh Burnett      | Adne van Engelen   |
| 2024                                 | Aaron Gate         | Elliot Schultz    | Ollie Jones        |

### Femenino
| Año                            | Ganadora           | Segunda            | Tercera          |
| Tour de Nueva Zelanda          |                    |                    |                  |
| ------------------------------ | ------------------ | ------------------ | ---------------- |
| 2005                           | Catherine Cheatley | Katie Brown        | Miho Oki         |
| 2006                           | Sarah Ulmer        | Priska Doopmann    | Trixi Worrack    |
| 2007                           | Judith Arndt       | Leigh Obson        | Lorian Graham    |
| 2008                           | Kristin Armstrong  | Oenone Wood        | Erinne Willock   |
| Tour de Nueva Zelanda Femenino |                    |                    |                  |
| 2009                           | Amber Halliday     | Min Gao            | Lang Meng        |
| 2010                           | Shelley Olds       | Amber Neben        | Tiffany Cromwell |
| 2011                           | Judith Arndt       | Catherine Cheatley | Ruth Corset      |
| 2012                           | Evelyn Stevens     | Shara Gillow       | Taryn Heather    |
| 2013-1014                      | No se disputó      | No se disputó      | No se disputó    |
| 2015                           | Tayler Wiles       | Megan Guarnier     | Evelyn Stevens   |

## Palmarés por países
| País          | Victorias |
| ------------- | --------- |
| Nueva Zelanda | 24        |
| Australia     | 10        |
| Francia       | 1         |
| Canadá        | 1         |
| Reino Unido   | 1         |

| País           | Victorias |
| -------------- | --------- |
| Estados Unidos | 4         |
| Nueva Zelanda  | 2         |
| Alemania       | 2         |
| Australia      | 1         |